# Dune II
Dune II je počítačová hra; je považována za první realtimovou strategii populárního konceptu (managementu a bojové taktiky) organizovaného hráčem z pohledu ptačí perspektivy.

## Popis
Dune II je často považována za zakladatele realtimových strategií, nicméně částečně vychází ze starších her jako Herzog Zwei nebo The Ancient Art of War a tento koncept značně rozvíjí. Poprvé se objevuje možnost ovládat armádu myší, fog of war (oblasti mapy, kam hráč ještě nevstoupil, jsou začerněné) a mikromanagement základen a jednotek pro tento herní žánr typický.
Dune II není následníkem prvního dílu od Cryo Interactive, toto očíslování vzniklo poměrně kuriózním způsobem, kdy vydavatel Virgin sice nebyl s průběhem a rychlostí prací francouzského studia spokojen, ale nedopatřením jim zapomněl doručit sdělení o zrušení projektu. Proto, když jim předložili hotovou hru, rozhodli se chystanou verzi od Westwood Studios označit jako druhý díl hry Dune.

## Frakce
- Hratelné:
  - Atreides
  - Ordos
  - Harkonnen
- Ovládané počítačem:
  - Sardaukar
  - Fremen

## Příběh
Dune II je inspirována a tematicky čerpá z románové série Duna Franka Herberta. Hráč ovládá armádu jednoho ze znepřátelených šlechtických rodů na pouštní planetě Arrakis. Těžebními vozidly sbírá v poušti melanž, za niž si kupuje nové budovy a bojovou techniku. Cílem většiny úrovní je zničit celou protivníkovu armádu, přičemž zpočátku má hráč pouze jednoho protivníka, později dva a v poslední úrovni dokonce tři, když se do bojů zapojí i imperiální vojska. V každé úrovni hráč získává možnost postavit stále lepší bojovou techniku.
Ve hře se objevuje celá řada prvků z vesmíru Duny, například Kosmická gilda, která dodává těžební vozidla, píseční červi, kteří v poušti ohrožují bojovou techniku nebo pouštní lid fremeni, sloužící rodu Atreidů. Naopak v žádné knize celé série se neobjevuje rod Ordosů, na rozdíl od Atreidů a Harkonnenů, kteří jsou nesmiřitelnými nepřáteli románové série.

## Pokračování
Westwood Studios vydali další dvě pokračování hry Dune II.
První nese název Dune 2000 a byla vydána v roce 1998. Nicméně Dune 2000 není plnohodnotný nástupce, ale pouze remake. Druhé pokračování nazvané Emperor: Battle for Dune bylo jednou z prvních kompletně 3D strategických her.

## Verze
První verze Duny II vyšla v roce 1992 pro DOS. Dune II byla první hra podporující Roland Sound Canvas General MIDI a jedna z prvních používajících digitální samply, používající k tomu karty Adlib a Sound Blaster.
Verze pro Mega Drive měla vzhledem k pozdějšímu datu vydání o něco kvalitnější grafiku a přepracované ovládaní a interface pro gamepad.
Amiga verze měla stejnou grafiku a obdobné ovládání a interface jako PC verze, nevýhodou bylo časté střídání disket (hra jich používala 5).

## Klony
Hra se stala inspirací pro několik dalších her. V Česku byla jejím věrným klonem hra Paranoia a její pokračování Paranoia II a principy této hry využila následně i hra Husita z historického prostředí.

### Remaky
- Dune II BBMMOG
- Dune Legacy (Stránka na SourceForge)
- Dune 2: The Sleeper Has Awakened
- Dune II: The Maker